# Área urbana de Sagunto
Según la propuesta del proyecto AUDES, el área urbana de Sagunto, conforma un entramado urbano de 295,4 km² abarcando a una poblacíón total de 122.411 habitantes (INE 2008) y cuya densidad media de población se sitúa en 414,4 hab./km².
Como indica el mismo estudio, la proximidad del área urbana de Sagunto con todo el entramado urbano de la ciudad de Valencia y su área de influencia, ha facilitado la formación de una conurbación aún más amplia, integrada en el seno del área metropolitana de Valencia. 
Esta subárea de Sagunto, está formada por 17 municipios, localizados en el nordeste de la provincia de Valencia y focalizados en torno al municipio de Sagunto (al ser éste el de mayor población). Concretamente, la práctica totalidad de los municipios de la comarca del Campo de Murviedro (a excepción de Algar de Palancia y Alfara de Algimia) junto con tres municipios de la Huerta Norte (Puzol, El Puig, y Rafelbuñol), intengran el área urbana de Sagunto.
| Ciudad                  | Comarca            | Población (hab) (INE 2008) | Extensión km² | Densidad hab/km² |
| ----------------------- | ------------------ | -------------------------- | ------------- | ---------------- |
| Sagunto                 | Campo de Murviedro | 65.821                     | 132,4         | 497,3            |
| Puzol                   | Huerta Norte       | 18.482                     | 18,1          | 1.023,4          |
| El Puig                 | Huerta Norte       | 8.499                      | 26,8          | 316,8            |
| Rafelbuñol              | Huerta Norte       | 7.647                      | 4,2           | 1.820,7          |
| Canet de Berenguer      | Campo de Murviedro | 5.418                      | 3,8           | 1.410,9          |
| Faura                   | Campo de Murviedro | 3.420                      | 1,6           | 2.085,4          |
| Gilet                   | Campo de Murviedro | 2.725                      | 11,3          | 241,6            |
| Benifairó de los Valles | Campo de Murviedro | 2.079                      | 4,4           | 477,9            |
| Cuartell                | Campo de Murviedro | 1.443                      | 3,2           | 453,8            |
| Estivella               | Campo de Murviedro | 1.302                      | 20,9          | 62,2             |
| Albalat de Taronchers   | Campo de Murviedro | 1.121                      | 21,3          | 52,5             |
| Cuart de les Valls      | Campo de Murviedro | 1.086                      | 8,4           | 128,8            |
| Algimia de Alfara       | Campo de Murviedro | 1.078                      | 14,5          | 74,6             |
| Petrés                  | Campo de Murviedro | 971                        | 1,9           | 519,3            |
| Benavites               | Campo de Murviedro | 629                        | 4,3           | 147,3            |
| Torres Torres           | Campo de Murviedro | 550                        | 11,8          | 46,7             |
| Segart                  | Campo de Murviedro | 140                        | 6,6           | 21,1             |
| Total                   | —                  | 122.411                    | 295,4         | 414,3            |